# Ndom Bénoué
Ndom Bénoué est un village de la commune de Mbe situé dans la région de l'Adamaoua et le département de la Vina au Cameroun.

## Population
En 2014, Ndom Bénoué comptait 1 600 habitants dont 740 hommes et 860 femmes. En termes d'enfants, le village comptait 171 nourrissons (0-35 mois), 270 nourrissons (0-59 mois), 101 enfants (4-5 ans), 374 enfants (6-14 ans), 296 adolescents (12-19 ans), 555 jeunes (15-34 ans).

## Ressources naturelles
Une carrière de sable est présente au sein du village.

## Éducation
202 élèves dont 99 filles et 103 garçons vont à l'école de Ndom Bénoué. Quatre enseignants dont deux maîtres parents et un contractuel et un fonctionnaire donnent les cours aux enfants.